# Chris Thompson (Drehbuchautor)
Christopher „Chris“ Thompson (* 1952 in Detroit, Michigan; † 2015 in Toluca Lake, Los Angeles) war ein US-amerikanischer Drehbuchautor und Executive Producer.

## Leben
Thompson wurde in Detroit geboren, wuchs aber in Los Angeles auf. Im Alter von 23 Jahren wurde er von einem Produzenten entdeckt, der ihn als Improvisations-Komiker gesehen hatte. 1976 begann er mit dem Schreiben von Drehbüchern im Sitcom-Segment. 1980 schuf er die Sitcom Bosom Buddies mit Tom Hanks als Darsteller. 1986 schrieb er am Film Jumpin’ Jack Flash mit. Weitere Kreationen von ihm waren die Serien Hard Knocks, The Naked Truth, Action, Ladies Man und Shake It Up – Tanzen ist alles. Er war bei diesen Serien auch als Executive Producer beteiligt.

## Privates
Thompson heiratete in den 1980er Jahren Lyndall Hobbs und hatte mit ihr eine Tochter. 1990 heiratete er Tracy Bjork und hatte mit ihr zwei Söhne. Er starb 2015 nach langer Krankheit.

## Filmographie
- 1976–1977: Sirota’s Court  (Fernsehserie, 2 Folgen)
- 1977: Blansky’s Beauties  (Fernsehserie, eine Folge)
- 1977–1979: Laverne & Shirley (Fernsehserie, 9 Folgen)
- 1980–1982: Bosom Buddies (Fernsehserie, 9 Folgen)
- 1984: The President of Love
- 1985: Slickers
- 1986: Jumpin’ Jack Flash
- 1987: Hard Knocks (Fernsehserie, 3 Folgen)
- 1987: Back to the Beach
- 1990: Lola
- 1991: Big Deals
- 1992–1993: The Larry Sanders Show (Fernsehserie, 4 Folgen)
- 1994: Immer Ärger mit Dave (Dave’s World, Fernsehserie, eine Folge)
- 1995–1997: The Naked Truth (Fernsehserie, 7 Folgen)
- 1998: House Rules (Fernsehserie, eine Folge)
- 1999: Action (Fernsehserie, 2 Folgen)
- 1999: Ladies Man  (Fernsehserie, 7 Folgen)
- 2003: Trash
- 2010–2013: Shake It Up – Tanzen ist alles (Fernsehserie, 4 Folgen)